# Fondettes
Fondettes és un municipi francès, situat al departament de l'Indre i Loira i a la regió de Centre – Vall del Loira. L'any 2007 tenia 9.989 habitants.

## Demografia

### Població
El 2007 la població de fet de Fondettes era de 9.989 persones. Hi havia 3.690 famílies, de les quals 733 eren unipersonals (216 homes vivint sols i 517 dones vivint soles), 1.261 parelles sense fills, 1.468 parelles amb fills i 228 famílies monoparentals amb fills.
La població ha evolucionat segons el següent gràfic:
Habitants censats

### Habitatges
El 2007 hi havia 3.942 habitatges, 3.748 eren l'habitatge principal de la família, 82 eren segones residències i 112 estaven desocupats. 3.563 eren cases i 351 eren apartaments. Dels 3.748 habitatges principals, 2.973 estaven ocupats pels seus propietaris, 718 estaven llogats i ocupats pels llogaters i 57 estaven cedits a títol gratuït; 49 tenien una cambra, 216 en tenien dues, 450 en tenien tres, 757 en tenien quatre i 2.276 en tenien cinc o més. 3.288 habitatges disposaven pel capbaix d'una plaça de pàrquing. A 1.398 habitatges hi havia un automòbil i a 2.103 n'hi havia dos o més.

### Piràmide de població
La piràmide de població per edats i sexe el 2009 era:
| Homes | Edats   | Dones |
| ----- | ------- | ----- |
| 4     | 95 o +  | 8     |
| 4     | 90 a 94 | 40    |
| 28    | 85 a 89 | 44    |
| 40    | 80 a 84 | 40    |
| 76    | 75 a 79 | 92    |
| 156   | 70 a 74 | 160   |
| 188   | 65 a 69 | 188   |
| 216   | 60 a 64 | 212   |
| 264   | 55 a 59 | 228   |
| 408   | 50 a 54 | 412   |
| 392   | 45 a 49 | 392   |
| 420   | 40 a 44 | 444   |
| 308   | 35 a 39 | 340   |
| 204   | 30 a 34 | 224   |
| 220   | 25 a 29 | 156   |
| 224   | 20 a 24 | 260   |
| 372   | 15 a 19 | 360   |
| 464   | 10 a 14 | 380   |
| 296   | 5 a 9   | 276   |
| 224   | 0 a 4   | 172   |

## Economia
El 2007 la població en edat de treballar era de 6.482 persones, 4.539 eren actives i 1.943 eren inactives. De les 4.539 persones actives 4.247 estaven ocupades (2.243 homes i 2.004 dones) i 292 estaven aturades (126 homes i 166 dones). De les 1.943 persones inactives 638 estaven jubilades, 869 estaven estudiant i 436 estaven classificades com a «altres inactius».

### Ingressos
El 2009 a Fondettes hi havia 3.877 unitats fiscals que integraven 10.264 persones, la mediana anual d'ingressos fiscals per persona era de 23.306 €.

### Activitats econòmiques
Dels 412 establiments que hi havia el 2007, 6 eren d'empreses alimentàries, 2 d'empreses de fabricació de material elèctric, 1 d'una empresa de fabricació d'elements pel transport, 27 d'empreses de fabricació d'altres productes industrials, 45 d'empreses de construcció, 80 d'empreses de comerç i reparació d'automòbils, 16 d'empreses de transport, 14 d'empreses d'hostatgeria i restauració, 10 d'empreses d'informació i comunicació, 29 d'empreses financeres, 33 d'empreses immobiliàries, 67 d'empreses de serveis, 63 d'entitats de l'administració pública i 19 d'empreses classificades com a «altres activitats de serveis».
Dels 86 establiments de servei als particulars que hi havia el 2009, 1 era una oficina de correu, 5 oficines bancàries, 1 funerària, 8 tallers de reparació d'automòbils i de material agrícola, 1 taller d'inspecció tècnica de vehicles, 2 autoescoles, 5 paletes, 9 guixaires pintors, 5 fusteries, 10 lampisteries, 6 electricistes, 2 empreses de construcció, 8 perruqueries, 1 veterinari, 6 restaurants, 14 agències immobiliàries, 1 tintoreria i 1 saló de bellesa.
Dels 14 establiments comercials que hi havia el 2009, 1 era un hipermercat, 1 una gran superfície de material de bricolatge, 3 fleques, 1 una fleca, 1 una peixateria, 1 una llibreria, 1 una botiga de roba, 1 una sabateria, 1 una botiga de mobles i 3 floristeries.
L'any 2000 a Fondettes hi havia 40 explotacions agrícoles que ocupaven un total de 616 hectàrees.

## Equipaments sanitaris i escolars
Els 4 equipaments sanitaris que hi havia el 2009 eren farmàcies.
El 2009 hi havia 1 escola maternal i 4 escoles elementals. Fondettes disposava d'un col·legi d'educació secundària amb 496 alumnes. Disposava d'un institut universitari.

## Poblacions properes
El següent diagrama mostra les poblacions més properes.